# Jorge de Sena
Jorge Cândido de Sena GCSE • ComIH (Lisboa, 2 de novembro de 1919 – Santa Barbara, Califórnia, 4 de junho de 1978) foi poeta, crítico, ensaísta, ficcionista, dramaturgo, tradutor e professor universitário português, naturalizado brasileiro em 1963.

## Biografia

### Primeiros anos
Filho único de Augusto Raposo de Sena, natural de Ponta Delgada e comandante da marinha mercante, e de Maria da Luz Telles Grilo de Sena, natural da Covilhã e dona-de-casa. Ambas as famílias eram da alta burguesia, a paterna de suposta linhagem aristocrática de militares e altos funcionários, e a materna de comerciantes ricos do Porto. Segundo relata no seu conto Homenagem ao Papagaio Verde, teve uma infância recolhida, solitária e infeliz, o que fez com se tornasse introspetivo, observador e imaginativo.
Fez a instrução primária e os primeiros anos do liceu no Colégio Vasco da Gama. Concluiu os estudos secundários no Liceu Camões, onde foi aluno de Rómulo de Carvalho. Era um jovem que lia avidamente, tocava piano e escrevia poemas. Na Faculdade de Ciências de Lisboa, fez os exames preparatórios com as notas mais elevadas.

### Na Escola Naval
Sena nutria a ideia algo romântica de se tornar oficial da marinha, seguindo as pisadas do pai. Em 1938, aos 17 anos, entrou para a Escola Naval como 1º do seu curso. A 2 de outubro de 1937, iniciou a sua viagem de instrução a bordo do navio-escola Sagres. Visitou os portos de S. Vicente, Santos, Lobito, Luanda, S. Tomé e Dakar, chegando a Lisboa no final de fevereiro de 1938. O contacto com a imensidão do oceano, a azáfama da vida a bordo e o movimento e mudança constantes agradaram ao jovem Sena, mas nem tudo correu bem. Segundo o relato de um antigo camarada de curso, naquele ano a viagem de instrução foi excecional e particularmente dura e exigente em termos de preparação e destreza física, copiando o modelo da marinha alemã. Na parte teórica do curso Sena era brilhante, mas em termos atléticos era medíocre e apesar dos muitos esforços que fez não conseguiu satisfazer as elevadas expectativas do comandante do curso, que parecia nutrir um ódio de estimação pelo cadete contemplativo e intelectual. No final da viagem, foi comunicado a Sena que iria ser proposta a sua exclusão da Marinha por lhe faltarem as "necessárias qualidades" para oficial. Sena ficou profundamente frustrado e desgostoso com esta rejeição e o seu afastamento definitivo de um modo de vida que tanto almejava.

### Engenharia civil, casamento e primeiras obras
Apesar da sua inclinação natural para a literatura, Sena frequenta, em setembro de 1942, o primeiro ciclo do Curso de Oficiais Milicianos, o qual abandona, enfrentando graves problemas de saúde. Depois de um ano letivo em Lisboa, regressa, em 1943, apoiado financeiramente por Ruy Cinatti e José Blanc de Portugal, à Faculdade de Engenharia da Universidade do Porto (que iniciara em 1940) para frequentar o curso de Engenharia Civil, concluindo-o em 1944. O curso pouco o entusiasmou, mas durante todo esse tempo escreveu bastantes poemas, artigos, ensaios e cartas. Desde os 16 anos que escrevia e em 1940, sob o pseudónimo de Teles de Abreu, publicou os seus primeiros poemas na revista Cadernos de Poesia, dirigida por Cinatti, Blanc de Portugal e Tomás Kim. Em 1942, publica o seu primeiro livro de poemas, Perseguição, que não impressiona muito o seu amigo e crítico João Gaspar Simões. Adolfo Casais Monteiro considera-o um livro revelador mas difícil.
Em 1947, Sena inicia a sua carreira de engenheiro, que durou 14 anos. Trabalhou como engenheiro civil na Câmara Municipal de Lisboa, na Direção-Geral dos Serviços de Urbanização e na Junta Autónoma das Estradas (JAE), onde permanecerá até ao seu exílio para o Brasil em 1959.
Em 1940, no Porto, Jorge de Sena conhece e torna-se amigo de Maria Mécia de Freitas Lopes (irmã do crítico e historiador literário Óscar Lopes), começando a namorar em 1944 e casando-se em 1949. Jorge de Sena e Mécia de Sena tiveram nove filhos. Mécia, sua incansável companheira e enérgica colaboradora, apoiando o escritor nas inúmeras crises que lhe surgiram ao longo de uma vida por vezes atribulada.
Trabalhava incansavelmente, para sustentar a crescente família. Além do seu absorvente trabalho diurno na JAE (que lhe possibilitou viajar e conhecer o Portugal profundo), Sena também se dedicava à direção literária em editoras, à tradução e revisão de textos, ocupações que lhe roubavam precioso tempo para a investigação literária e a para a sua obra. A banalidade e a pequenez do quotidiano no Portugal de Salazar das décadas de 1940 e 1950 atormentam-no, bem assim como a mediocridade, a mesquinhez e a intriga dos meios literários, a opressão política, a censura literária, resultando num ambiente de trabalho sufocante e absolutamente frustrante, mas que não deixam de o inspirar para o poema É tarde, muito tarde na noite…
Durante esses anos publica várias obras: O Dogma da Trindade Poética – Rimbaud (1942), Coroa da Terra, poesia (1946), Páginas de Doutrina Estética de Fernando Pessoa (organização), 1946, Florbela Espanca (1947), Pedra Filosofal poesia (1950), A Poesia de Camões (1951), etc. Colabora na revista Mundo Literário (1946-1948) com contos e poesia e também como crítico artístico na rubrica cinema e também nas revistas Litoral (1944-1945) e Atlântico.

### Exílio no Brasil
A sua situação como escritor e cidadão estava a tornar-se insustentável. Como escritor, não tinha tempo livre para escrever, apenas o podia fazer de modo insuficiente e limitado à noite e aos domingos. Também o facto de não pertencer a nenhum círculo académico e a falta de apoio institucional lhe frustrava qualquer pretensão de poder vir a editar alguma obra mais ambiciosa. Por outro lado, a sua participação numa tentativa revolucionária abortada em 12 de março de 1959, colocou-o em posição de prisão iminente, no caso muito provável de algum dos conspiradores presos pela PIDE denunciar os que ainda se encontravam livres.
Em agosto de 1959, viajou até ao Brasil, convidado pela Universidade da Bahia e pelo Governo Brasileiro a participar no IV Colóquio Internacional de Estudos Luso-Brasileiros. Tendo sido convidado como catedrático contratado de Teoria da Literatura, em Assis, no Estado de S. Paulo, aproveitou essa oportunidade e aceitou o lugar, iniciando assim o seu longo exílio. Ele faz amizade com o poeta Jaime Montestrela, que dedicou o seu livro Cidade de lama. Por motivos profissionais, teve de adotar a cidadania brasileira.
Não foi, contudo, um exílio libertador. Sentia saudades da pátria, apesar do rancor perene que nutria pela pequenez, mesquinhez e falta de reconhecimento nacionais que o atormentariam até ao final da vida.
Em 1961, Jorge de Sena foi ensinar Literatura Portuguesa na Faculdade de Filosofia, Ciências e Letras de Araraquara. Em 1964, depois de vencer alguns preconceitos académicos pelo facto de ser licenciado em Engenharia, Jorge de Sena defendeu a sua tese de doutoramento em Letras (Os Sonetos de Camões e o Soneto Quinhentista Peninsular), tendo obtido os títulos académicos "com distinção e louvor".
O período de seis anos que passou no Brasil foi muito produtivo. Finalmente, tinha toda a disponibilidade para se dedicar à sua obra com a devida profundidade e profissionalismo. Poesia, teatro, ficção, ensaísmo e investigação. Parte do romance Sinais de Fogo e a totalidade dos contos Novas Andanças do Demónio foram escritos neste período.

### Estados Unidos e últimos anos
A degradação da situação política no Brasil, com a instalação de uma ditadura militar a partir de março de 1964, fez com que Jorge de Sena, mais do que nunca avesso a prepotências, aceitasse um convite para ensinar Literatura de Língua Portuguesa na Universidade de Wisconsin, para partir para os Estados Unidos em outubro de 1965. Em 1967 foi nomeado catedrático do Departamento de Espanhol e Português da referida universidade.
De 1970 até 1978 foi catedrático efetivo de Literatura Comparada na Universidade da Califórnia, em Santa Barbara. Apesar da satisfação de ensinar e da amizade que os alunos lhe dedicavam, Sena não foi feliz. Queixava-se da "medonha solidão intelectual da América" onde não havia "convívio intelectual algum" e da esterilidade e espírito burguês do meio académico, que não se interessava pela sua obra.
Quando se deu o Revolução de 25 de Abril de 1974 Jorge de Sena ficou entusiasmado e queria regressar definitivamente a Portugal, ansioso de dar a sua colaboração para a construção da democracia. Sena visitou Portugal, contudo, nenhuma universidade ou instituição cultural portuguesa se dignou convidar o escritor para qualquer cargo que fosse, facto que muito o desiludiu e amargurou, decidindo continuar a viver nos Estados Unidos, onde tinha a sua carreira estabelecida.
Jorge de Sena morreu em 4 de junho de 1978, aos 58 anos, de cancro.
Em 1978, a Câmara Municipal de Lisboa homenageou o escritor dando o seu nome a uma rua na zona da Quinta de Santa Clara, na Ameixoeira.
Em 11 de setembro de 2009, os seus restos mortais foram trasladados de Santa Barbara, Califórnia, para o Talhão dos Artistas do Cemitério dos Prazeres, em Lisboa, depois duma cerimónia de homenagem na Basílica da Estrela, com a presença de familiares, amigos e entidades oficiais.

## Obra
Foi um dos mais influentes intelectuais portugueses do século XX, com vasta obra de ficção, drama, ensaio e poesia, além de importante epistolografia com figuras tutelares da literatura portuguesa e brasileira. A sua obra de ficção mais famosa é o romance autobiográfico Sinais de Fogo, adaptado ao cinema em 1995 por Luís Filipe Rocha. Grande parte da sua obra foi publicada postumamente pelos cuidados da viúva, Mécia de Sena.
Poesia
- Perseguição (1942)
- Coroa da Terra (1946)
- Pedra Filosofal (1950)
- As Evidências (1955)
- Fidelidade (1958)
- Metamorfoses (1963)
- Arte de Música (1968)
- Peregrinatio ad Loca Infecta (1969)
- Exorcismos (1972)
- 30 Anos de Poesia (Antologia) (1972)
- Camões Dirige-se aos seus Contemporâneos e Outros Textos (1973)
- Conheço o Sal… e Outros Poemas (1974)
- Sobre Esta Praia… Oito Meditações à Beira do Pacífico (1977)
- Poesia I (Inclui o inédito Post-Scriptum I) (1961)
- Poesia II (1978)
- Poesia III (1978)
- 40 Anos de Servidão (1979, póstumo)
- Sequências (1980, póstumo)
- Visão Perpétua (1982, póstumo)
- Post-Scriptum II (1985, póstumo)
- Dedicácias (1999, póstumo)

Ficção
- Andanças do Demónio (1960, contos)
- Novas Andanças do Demónio (1966, contos)
- Os Grão-Capitães (1976, contos)
- O Físico Prodigioso (1977, novela)
- Sinais de Fogo (1979, romance, póstumo)
- Génesis (1983, contos, póstumo)

Drama
- O Indesejado (1951)
- Ulisseia Adúltera (1952)
- O Banquete de Dionísos (1969)
- Epimeteu ou o Homem Que Pensava Depois (1971)

Ensaios
- Da Poesia Portuguesa (1959)
- O Poeta é um Fingidor (1961)
- O Reino da Estupidez I (1961)
- Uma Canção de Camões (1966)
- Os Sonetos de Camões e o Soneto Quinhentista Peninsular (1969)
- A Estrutura de Os Lusíadas e Outros Estudos Camonianos e de Poesia Peninsular do Século XVI (1970)
- Maquiavel e Outros Estudos (1973)
- Dialécticas Teóricas da Literatura (1977)
- Dialécticas Aplicadas da Literatura (1978)
- O Reino da Estupidez II (1978)
- Fernando Pessoa & Cia. Heterónima (1982, póstumo)

Correspondências com
- Guilherme de Castilho, INCM, 1981
- Mécia de Sena (Anos de Portugal), INCM, 1982
- José Régio, INCM, 1986
- Vergílio Ferreira, INCM, 1987
- Taborda de Vasconcelos, ed. Autor, 1987
- Eduardo Lourenço, INCM, 1991
- Edith Sitwell, Santa Barbara Portuguese Studies I/94, 1994
- Dante Moreira Leite, UNICAMP, 1996
- Sophia de Melo Breyner, Guerra & Paz, 2006
- José-Augusto França, INCM, 2007
- Raul Leal, Guerra & Paz, 2010
- Delfim Santos, Guerra & Paz, 2011
- António Ramos Rosa, Guimarães, 2012
- Mécia de Sena (Anos do Brasil), Afrontamento, 2013
- João Gaspar Simões, Guerra & Paz, 2013

## Prémios
Recebeu o Prémio Internacional de Poesia Etna-Taormina, pelo conjunto da sua obra poética, e foi condecorado com o grau de Comendador da Ordem do Infante D. Henrique (9 de abril de 1977), por serviços prestados à comunidade portuguesa. Recebeu, postumamente, a Grã-Cruz da Ordem Militar de Sant'Iago da Espada de Portugal a 30 de agosto de 1978. Em 1980, foi inaugurado o Jorge de Sena Center for Portuguese Studies, na Universidade da Califórnia, em Santa Bárbara.

## O erotismo segundo Jorge de Sena
Para se compreender o espírito livre e independente de Jorge de Sena, são úteis os seguintes textos, extraídos da obra Máscaras de Salazar, de Fernando Dacosta:
[…] a mais completa liberdade [deve] ser garantida a todas as formas de amor e de contacto sexual. Nenhuma sociedade estará jamais segura, em qualquer parte, enquanto uma igreja, um partido ou um grupo de cidadãos hipersensíveis possa ter o direito de governar a vida privada de alguém. [Um dos] prazeres sexuais dos seres humanos tem sido o de reprimir a sexualidade, a própria e a dos outros. Defendo todas as formas de prostituição, como profissão protegida pela lei e vigiada pela saúde pública. Ainda que isso possa chocar muita gente, parece que, desde sempre, houve machos e fêmeas cujo talento na vida, e cuja vocação definida, é emprestarem o próprio corpo. E quem se vende ou quem compra (o que não tem nada a ver com capitalismo, mas com o direito de qualquer pessoa a dispor de si mesma, em acordo com outra) deve ter a protecção da lei contra redes de exploração, chantagens, etc. O que duas pessoas (ou um grupo delas) fazem uma com a outra, fora das vistas dos demais, não diz respeito a esses demais, a não ser que eles vivam na observação mórbida de imaginarem (num misto de horror e curiosidade, que os torna moralistas raivosos) o que os outros fazem. E o que os outros fazem não altera em nada o equilíbrio social. [A pornografia pode ser] um prazer para muita gente e, às vezes, o único que lhes é concedido, pois as pessoas idosas, solitárias, não atractivas, não encontram nunca o chinelo velho para o seu pé doente. Uma prostituição oficializada é obra de caridade para com os feios e os tímidos. [Porque hão-de ser] só os ricos e os de maiores posses a terem acesso à pornografia, e não os pobres? As classes mais desprotegidas deviam ter a sua pornografia mais barata, subsidiada pelo Governo, se o Governo fosse ao mesmo tempo inteligente e progressista nestas matérias. Somos um país imoral, um país depravado às ocultas. Foi isso, no entanto, que nos salvou de mergulhar nas sombras horrendas do puritanismo. Puritanismo que não é parte da nossa herança cultural. Mil vezes a pornografia do que a castração, a prostituição do que a hipocrisia. Se alguma coisa há que deve ser sagrada, é o prazer sexual entre pessoas mutuamente concordantes em dá-lo e recebê-lo, ou negociá-lo. [Os adolescentes e as crianças sempre souberam] muito mais do que os adultos fingem que eles sabem. Raros terão sido os jovens seduzidos na sua inocência. Na maior parte dos casos, o contrário é que é verdade. Se alguma coisa há que deva ser sagrada, é o prazer sexual entre pessoas concordantes em usufruí-lo e partilhá-lo.